# Wacław Balcerski
Wacław Edward Balcerski (ur. 18 sierpnia 1904 w Skierniewicach, zm. 12 listopada 1972 w Gdańsku) – polski inżynier, wykładowca, rektor Politechniki Gdańskiej, specjalista z dziedziny gospodarki wodnej.

## Życiorys
Urodził się w Skierniewicach, w rodzinie Franciszka, urzędnika kolei, i Haliny z Janickich. W 1913 przeniósł się wraz z rodziną do Piotrkowa Trybunalskiego, gdzie do klasy piątej uczył się w Państwowym Gimnazjum im. Bolesława Chrobrego. Od 1919 kontynuował naukę w Państwowym Gimnazjum im. Stanisława Staszica w Warszawie, którą przerwał w 1920 roku, biorąc udział jako ochotnik w wojnie polsko-bolszewickiej. W 1922 zdał maturę i rozpoczął studia na Wydziale Inżynierii Wodnej Politechniki Warszawskiej. Podczas studiów odbywał praktyki zawodowe, m.in. jako technik w firmie budowlanej „Martens i Daab” w Warszawie (1927–1929). W latach 1931–1932 służył w Szkole Podchorążych Rezerwy Saperów w Modlinie, z początkiem 1934 awansował na podporucznika rezerwy. W czerwcu 1934 ukończył studia uzyskując tytuł magistra inżyniera budownictwa wodnego. Do końca tr. pracował nad projektem pochylni okrętowej dla Marynarki Wojennej w Gdyni jako statyk konstruktor. Od 1935 roku zatrudniony w Biurze Dróg Wodnych Ministerstwa Komunikacji. Był projektantem i organizatorem budowy zbiornika w Rożnowie, później – zastępcą kierownika budowy.
W marcu 1939 powołany na ćwiczenia rezerwy, we wrześniu znalazł się w grupie gen. F. Kleeberga. Wzięty do niewoli 6 października, uciekł z obozu przejściowego do Różnowa. Tam, pod niemiecką administracją, pracował w „Telspurenneubauamt Rożnów” jako referent techniczny przy nadzorze budowy zapór w Różnowie i Czchowie. Podczas ewakuacji Niemców w drugiej połowie 1944 roku wraz z personelem budowy ukryli większość urządzeń i dokumentów, co pozwoliło na uruchomienie elektrowni już w styczniu 1945. Został dyrektorem elektrowni i funkcję tę pełnił do końca stycznia 1946, gdy został przeniesiony służbowo do Warszawy na stanowisko inspektora w Departamencie Dróg Wodnych Ministerstwa Komunikacji, do 1949 pełnił również inne funkcje.
W 1946 r., na zaproszenie prof. K. Pomianowskiego, objął stanowisko profesora kontraktowego statystyki budowli, wytrzymałości i konstrukcji inżynierskich na Wydziale Architektury Politechniki Gdańskiej. Rok później został kierownikiem Katedry Budownictwa Wodnego Wydziału Inżynierii Lądowej Politechniki Gdańskiej. We wrześniu 1949 nominowany profesorem nadzwyczajnym tej katedry.
Jako prodziekan ww. wydziału, doprowadził do wydzielenia od 1952 roku Wydziału Budownictwa Wodnego – którego został dziekanem. Jednocześnie zajmował się doradztwem oraz pracami zleconymi przez Ministerstwo Komunikacji, Państwową Komisję Planowania Gospodarczego, Centralny Zarząd Energetyki oraz Ministerstwo Oświaty. W latach 1952–1958 był sekretarzem Komitetu Gospodarki Wodnej PAN. W latach 1956–1960 pełnił funkcję rektora Politechniki Gdańskiej, w 1964 mianowany na profesora zwyczajnego.
W latach 1957–1961 poseł na Sejm PRL, członek sejmowych komisji Gospodarki Morskiej i Żeglugi oraz Planu Gospodarczego, Budżetu i Finansów.
Był zaangażowany w różne etapy powstawania prawie wszystkich obiektów polskiego budownictwa wodnego: Porąbka, Goczałkowice, Przewóz, Brzeg Dolny, Czorsztyn, Dębe, Koronowo, Włocławek, Solina, Żydowo, Porąbka-Żar, Żarnowiec, Młoty, wcześniej także Rożnów i Czchów.

Sporządzony przez niego w 1949 roku „Perspektywiczny plan gospodarki wodnej”, rozszerzony na podstawie jego badań w Komitecie Gospodarki Wodnej Prezydium PAN, jest aktualny do dziś.

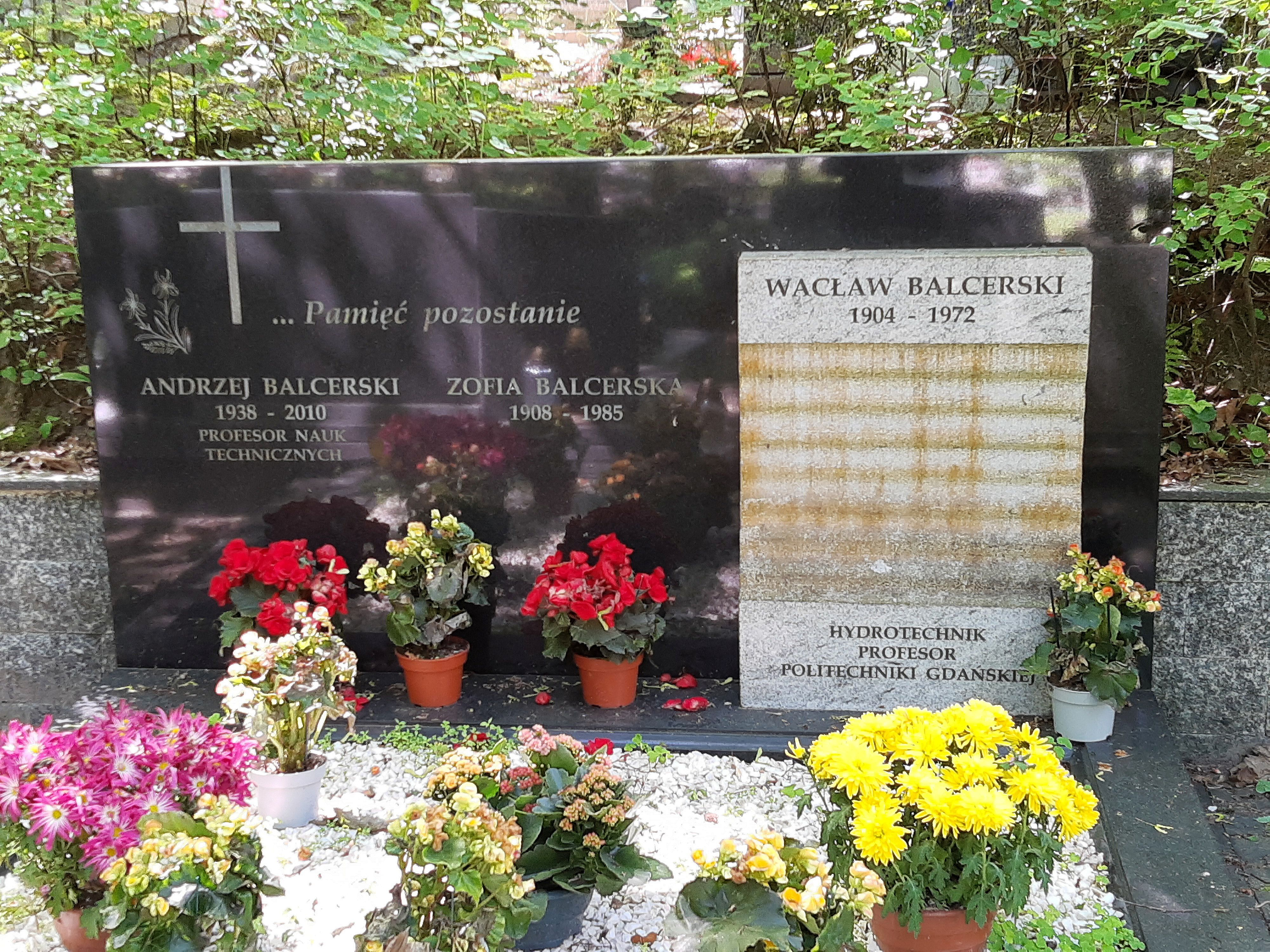
Grób prof. Wacława Balcerskiego

Współautor i redaktor nagrodzonego przez Ministerstwo Oświaty i Szkolnictwa Wyższego podręcznika Budowle wodne śródlądowe. (1969). Wydał ponad 60 prac naukowych i 18 popularnonaukowych.
Członek 14 krajowych i zagranicznych organizacji i towarzystw naukowych, twórca programów studiów, inicjator Parlamentu Zrzeszenia Studentów Polskich.
Był mężem Zofii z Chałacińskich (1908–1985), z którą miał syna Andrzeja (1938–2010), również profesora PG.
Pochowany na Cmentarzu Srebrzysko w Gdańsku (rejon IX, kwatera profesorów-0-85/86).

## Ordery i odznaczenia
- Krzyż Komandorski Orderu Odrodzenia Polski
- Krzyż Kawalerski Orderu Odrodzenia Polski (27 września 1955)[5]
- Krzyż Walecznych
- Medal 10-lecia Polski Ludowej (23 maja 1955)[6]
- Złota Odznaka honorowa „Zasłużony Pracownik Morza” (1960)

## Upamiętnienie
Jego imieniem nazwano Zespół Elektrowni „Rożnów”, ulicę w Gdańsku Osowej i Laboratorium Hydrotechniczne we Włocławku.
W holu na parterze Wydziału Inżynierii Lądowej i Środowiska Politechniki Gdańskiej umieszczono tablicę poświęconą pamięci prof. Wacława Balcerskiego.